# Markéta Saská, vévodkyně z Brunšviku-Lüneburku
Markéta Saská (4. srpna 1469 Míšeň – 7. prosince 1528 Výmar) byla rodem saská princezna z ernestinské větve rodu Wettinů a sňatkem vévodkyně z Brunšviku-Lüneburku.

## Život
Byla dcerou kurfiřta Arnošta Saského (1441–1486) a jeho manželky Alžběty (1443–1484), dcery vévody Albrechta III. Bavorsko-Mnichovského. Její bratři Fridrich Moudrý a Jan Vytrvalý byli saskými kurfiřty, její sestra Kristina byla dánskou královnou.
Markéta se 27. února 1487 v Celle provdala za vévodu Jindřicha I. Brunšvicko-Lüneburského (1468–1532). Jindřich byl již jako 12letý poslán k saskému dvoru. Vyjednávání o sňatku pravděpodobně začalo v roce 1469, kdy Jindřichův otec Oto V. uzavřel spojenectví s Markétiným strýcem Vilémem. Saská strana sňatek odkládala, dokud nebylo dokončeno rozšiřování zámku Celle, který byl Markétě přislíben jako její wittum.
Markéta zemřela v roce 1528 a byla pohřbena v kostele sv. Petra a Pavla ve Výmaru.

## Potomci
- Anna (* 1492, zemřela mladá)
- Alžběta (1494–1572) se v roce 1518 se provdala za vévodu Karla II. Guelderského (1467–1538)
- Oto I. (1495–1549), vévoda z Brunšviku-Lüneburku se v roce 1525 oženil s Metou Campeskou († 1580)
- Arnošt I. Vyznavač (1497–1546), vévoda z Brunšviku -Lüneburku se v roce 1528 oženil s princeznou Žofií Meklenburskou (1508–1541)
- Apollonia (1499–1571), jeptiška
- Anna (1502–1568) se v roce 1525 provdala za vévodu Barnima IX. Pomořanského (1501–1573)
- František (1508–1549), vévoda z Brunšviku-Gifhornu, se v roce 1547 oženil s princeznou Klárou Sasko-Lauenburskou (1518–1576)